# Moravský Žižkov
Moravský Žižkov (en allemand : Zischkow) est une commune du district de Břeclav, dans la région de Moravie-du-Sud, en République tchèque. Sa population s'élevait à 1 463 habitants en 2020.

## Géographie
Moravský Žižkov se trouve à 10 km au nord-nord-est de Břeclav, à 47 km au sud-sud-est de Brno et à 228 km au sud-est de Prague.
La commune est limitée par Velké Bílovice au nord, par Prušánky à l'est, par Hrušky au sud, par Břeclav au sud-ouest, par Ladná à l'ouest.

## Histoire
La première mention écrite de la localité date de 1732.